# Ягвай
Ягвай — деревня в Дебёсском районе Удмуртской республики.

## География
Находится в восточной части Удмуртии на расстоянии приблизительно 16 км на юго-восток по прямой от районного центра села Дебёссы.

## История
Известна с 1710 года как починок Аквай с 5 дворами. Первопоселенцы из деревни Большой Пурги. Позднее (с 1717 года) уже деревня Ягвай. В 1722 году уже 7 дворов, в 1873 — 25, в 1893 — 48, в 1905 — 54, в 1924 — 57. До 2021 года входила в состав Уйвайского сельского поселения.

## Население
Постоянное население составляло 13 человек (1710), 39 мужчин (1722), 102 человека (1764), 218 (1873), 301 (1893, 18 русских и 282 удмурта), 364 (1905), 335 (1924), 46 человек в 2002 году (удмурты 93 %), 19 в 2012.